# John Sullivan (kongressledamot)
John A. Sullivan, född 1 januari 1965 i Tulsa, Oklahoma, är en amerikansk republikansk politiker. Han representerade delstaten Oklahomas första distrikt i USA:s representanthus 2002–2013.
Sullivan gick i skola i Bishop Kelley High School i Tulsa. Han avlade 1992 sin BBA vid Northeastern State University.
Kongressledamoten Steve Largent avgick 2002. Sullivan vann fyllnadsvalet för att efterträda Largent i representanthuset.
Sullivan är emot stamcellsforskning och emot rätten till abort under alla omständigheter. Han är för rätten att bära vapen.
Sullivan är katolik. Han och hustrun Judy har fyra barn.